# تفکر سیاسی جدید

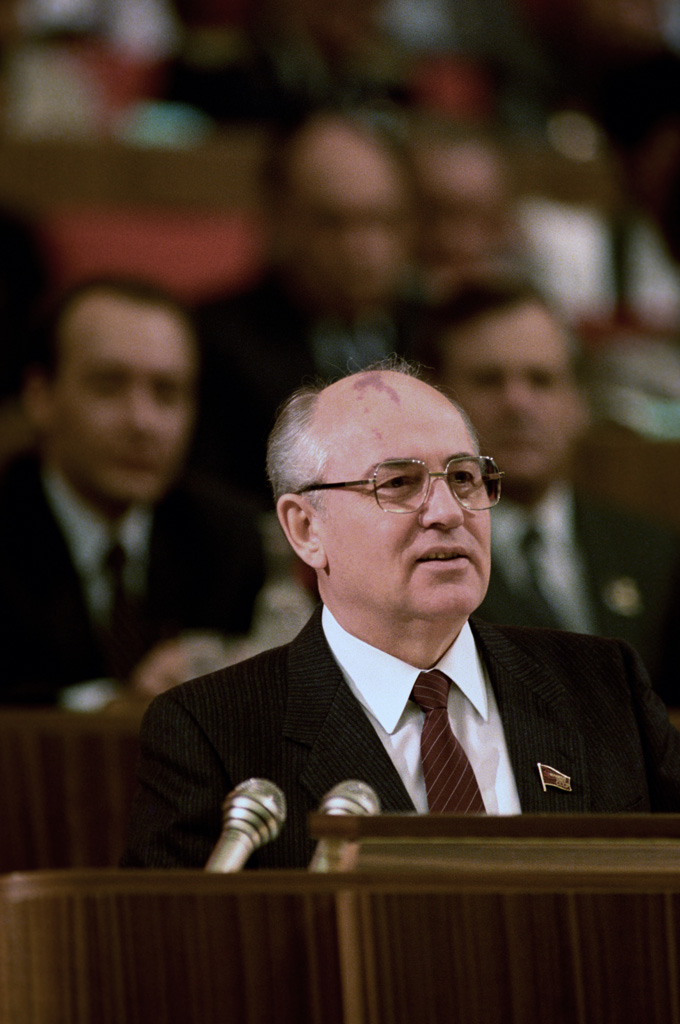
میخائیل گورباچف، آخرین رهبر شوروی - ۱۹۸۷

تفکر سیاسی جدید دکترینی بود که میخائیل گورباچف به عنوان بخشی از برنامه‌های خود جهت اعمال اصلاحات در اتحاد شوروی معرفی کرد. تفکر سیاسی جدید ایدئولوژیزه کردن سیاست بین‌المللی، دست‌کشیدن از مفهوم مبارزه طبقاتی، در اولویت اول قرار دادن منفعت همه انسان‌ها به جای طبقه‌ای خاص، افزایش استقلال جهان، افزایش امنیت متقابل بر اساس سیاست به جای نیروی نظامی که در مجموع نسبت به سیاست خارجی اتحاد جماهیر شوروی در گذشته تفاوت زیادی داشت.